# Carinodrillia
Carinodrillia é um gênero de gastrópodes pertencente a família Pseudomelatomidae.

## Espécies
- Carinodrillia adonis Pilsbry & Lowe, 1932[3]
- Carinodrillia alboangulata (Smith E. A., 1882)[4]
- Carinodrillia apitoa Corea, 1934[5]
- †Carinodrillia bella (Conrad, 1862)
- Carinodrillia bilirata (Smith E.A., 1888)
- †Carinodrillia bocatoroensis Olsson, 1922
- Carinodrillia braziliensis (Smith E. A., 1915)[6]
- Carinodrillia buccooensis Nowell-Usticke, 1971[7]
- †Carinodrillia cymatoides Gardner, 1938
- Carinodrillia dariena Olsson, 1971
- Carinodrillia dichroa Pilsbry & Lowe, 1932[8]
- †Carinodrillia elocata (Pilsbry & Johnson, 1922)
- †Carinodrillia felis Olsson, 1964
- †Carinodrillia fermori Dey, 1961
- †Carinodrillia fusiformis (Gabb, 1873)
- Carinodrillia halis (Dall, 1919)[9]
- Carinodrillia hexagona (Sowerby I, 1834)[10]
- Carinodrillia lachrymosa McLean & Poorman, 1971[11]
- Carinodrillia mamona Corea, 1934[12]
- Carinodrillia pilsbryi (Lowe, 1935)
- †Carinodrillia pylonia Olsson & Harbison, 1953
- Carinodrillia quadrilirata (Smith E. A., 1882)[13]
- Carinodrillia suimaca Corea, 1934[14]
- †Carinodrillia winchesterae Pilsbry, 1922
- †Carinodrillia zooki (Brown & Pilsbry, 1911)

Espécies trazidas para a sinonímia
- Carinodrillia alcestris (Dall, 1919): sinônimo de Compsodrillia alcestis (Dall, 1919)
- Carinodrillia bicarinata (Shasky, 1961): sinônimo de Compsodrillia bicarinata (Shasky, 1961)
- Carinodrillia jaculum Pilsbry & H. N. Lowe, 1932: sinônimo de Compsodrillia jaculum (Pilsbry & H. N. Lowe, 1932) (combinação original)
- Carinodrillia liella Corea, 1934: sinônimo de Buchema liella (Corea, 1934) (combinação original)
- Carinodrillia limans Dall, 1919: sinônimo de Crassispira pellisphocae (Reeve, 1845)
- Carinodrillia tainoa Corea, 1934:[15] sinônimo de Buchema tainoa (Corea, 1934) (combinação original)